# Apatania insularis
Apatania insularis là một loài Trichoptera trong họ Apataniidae. Chúng phân bố ở miền Cổ bắc.